# Barras
Barras este un oraș în Piauí (PI), Brazilia.